# 道格拉斯·湯普金斯
道格拉斯·湯普金斯（英語：Douglas Rainsford Tompkins，1943年3月20日—2015年12月8日），是一位美國商人、自然資源保護主義者、戶外活動家、慈善家、電影製片人和農業學家。他創立了北面，並共同創立了Esprit，同時也參與了多個環保組織的創立，包括深層生態基金會和湯普金斯保護基金會。
從20世紀60年代中期開始，他與第一任妻子蘇茜·湯普金斯·布爾共同創立並經營了兩家公司：戶外裝備和服裝公司北面和Esprit服裝公司。在1989年離婚並離開商界後，湯普金斯開始積極參與環境和土地保護事業。在20世紀90年代，湯普金斯和他的第二任妻子克里斯·麥克迪維特·湯普金斯（Kris McDivitt Tompkins）在智利和阿根廷購買並保護了超過200萬英畝（810,000公頃）的荒野，超過了該地區任何其他私人擁有的土地面積，成為世界上最大的私人土地之一。湯普金斯夫婦專注於公園建設、野生動物恢復、生態農業和行動主義，致力於拯救生物多樣性。
他收集並保存了這片土地，成為送給南美政府的最大的私人土地禮物。因此，他死後獲得智利國籍，成為智利公民。

## 早年生活
湯普金斯於1943年3月20日出生於俄亥俄州康尼奧特，是一位古董商和裝潢師的兒子。在全家搬到紐約州米爾布魯克之前，他在紐約市度過了生命的最初幾年。1957年，湯普金斯畢業於康涅狄格州萊克維爾的一所預科學校印第安山學校。然而，在康涅狄格州龐弗雷特學校讀高年級時，湯普金斯因各種輕微違規行為被開除。因此，他回到了米爾布魯克的家鄉，未完成高中學業。
在1960年至1962年期間，湯普金斯參加了科羅拉多州、歐洲和南美洲的滑雪比賽和攀岩活動。在此期間，他熱衷於探險和戶外運動。1963年，湯普金斯創立了一家加州登山嚮導服務機構，開始提供登山導遊和冒險活動。就在這段時間，他遇到了一位名叫蘇西·拉塞爾（Susie Russell）的賭場工作人員，她在搭便車前往太浩湖的路上與湯普金斯共乘一輛車。他們於1964年在舊金山結婚，湯普金斯從一家銀行借了5,000美元創立了北面，如今已成為一家全球知名的戶外裝備和服裝零售公司。

## 逝世
2015年12月8日，湯普金斯和其他五人（包括巴塔哥尼亞公司創始人伊馮·喬伊納德）在智利南部卡雷拉布宜諾斯艾利斯湖進行皮划艇活動時，遭遇巨浪導致他們的皮划艇翻覆。湯普金斯不幸陷入了4°C（40°F）的冰冷水中，並在其中度過了相當長的時間。這次意外是一場生死存亡的挑戰，但湯普金斯最終獲救並倖存下來。
他在事故後被直升機送往科伊艾克附近的一家醫院，然而幾小時後因嚴重體溫過低而不幸去世 。他享年72歲。他留下了第二任妻子克里斯汀（麥克迪維特飾）、兩個女兒、兄弟和母親。